# ドイツ語
ドイツ語（ドイツご、独: Deutsch, deutsche Sprache）は、インド・ヨーロッパ語族・ゲルマン語派の西ゲルマン語群に属する言語である。主にドイツ語アルファベットで綴られる。
話者人口は約1億3000万人、そのうち約1億人が第一言語としている。漢字では独逸語と書き、一般に独語（どくご）あるいは独と略す。ISO 639による言語コードは2字が de、3字が deu である。
現在インターネットの使用人口の全体の約3パーセントがドイツ語であり、英語、中国語、スペイン語、日本語、ポルトガル語に次ぐ第6の言語である。ウェブページ数においては全サイトのうち約8パーセントがドイツ語のページであり、英語に次ぐ第2の言語である。EU圏内では、母語人口は域内最大であり、話者人口は、英語に次いで2番目に多い。そのため、ドイツ語を学ぶことは専門家にとって重要である。
しかし、ドイツ、オーストリアは海岸線が少なく植民地政策が歴史的に欧州内東方へ行われたこともあり、英語、フランス語、スペイン語のように世界語化はしておらず、基本的に同一民族による母語地域と、これに隣接した旧支配民族の使用地域がほとんどを占めている。したがって飛び地は非常に少ない。
上記の事情と、両国の大幅な領土縮小（かつてのドイツ人国家であった神聖ローマ帝国、ハプスブルク帝国などから独立して誕生した国も多い）も影響し、欧州の多くの国で今でも母語として使用されている。

## ドイツ語圏

### ドイツ語を公用語としている国
- ドイツ
- オーストリア
- リヒテンシュタイン
- ルクセンブルク（他にルクセンブルク語、フランス語と併用）

以上の4か国は国民のほとんどをドイツ語の母語話者が占めている。
- スイス（他にイタリア語、フランス語、ロマンシュ語）

スイスにおいてはドイツ語の母語話者は全人口の64%を占め、スイス最大の言語集団となっている。ドイツ語はベルンやチューリヒを中心とする国土の中央部および東部で広く話されている。
- ベルギー（他にフランス語、オランダ語）

ベルギーにおけるドイツ語話者は人口の1%を下回り、全く一般的な言語ではない。しかし、ベルギーにおけるドイツ語話者は1919年にヴェルサイユ条約によってドイツから割譲されたベルギー東端の地域に集中しているため、独自の言語共同体であるドイツ語共同体を持ち、フランス語、オランダ語とともに独自の言語共同体を持つ3つの言語のひとつとなっている。

### ドイツ語をかつて公用語としていた国
- ナミビア 1884年から1990年のドイツ領時代および南アフリカ領時代は公用語であった。

### 公用語ではないが、ドイツ語が使用されている地域

EU加盟国における住民のドイツ語への理解度
黒色が母語地域、以下50%以上、20-49%、10-19%、5-9%、5%未満（灰色はEU非加盟国・地域）

ドイツ語圏の分布 公用語であり第一言語である地域（黄色）、公用語だが第一言語ではない地域（赤色）、国民的、または教養的言語として用いられている（青紫）、マイノリティー言語としてドイツ語が法的に認められている（青紫の四角）、5万人以上のマイノリティーにドイツ語、またはその方言が用いられているが、法的に認められていない（水色）

- イタリア：トレンティーノ=アルト・アディジェ州（南チロル）地方（旧 オーストリア帝国領）州の公用語

トレンティーノ=アルト・アディジェ州はかつてオーストリア帝国領であり、なかでも北部のアルト・アディジェ（ボルツァーノ自治県）はかつて南チロルと呼ばれたようにドイツ語圏であるチロルの一部分となっていた関係上ドイツ語話者が多数を占め、ドイツ語もイタリア語と並び公用語となっている。
- アルザス地域圏（アルザス語）(ドイツ語では、Elsass  エルザス)
- ロレーヌ地域圏のモゼル県（ フランス：約120万人）

この両地域はドイツ系のアルザス人が人口の大部分を占め、アルザス＝ロレーヌとして長くドイツ・フランス両国の係争地となっていた地域である。
- デンマーク：ユトランド半島最南部の一部地域
- かつて ハプスブルク帝国（オーストリア大公国）や プロイセン王国の支配下にあった中央ヨーロッパ、東ヨーロッパ一帯
  -  クロアチア
  -  スロバキア
  -  スロベニア
  -  チェコ
  -  ハンガリー（約13万人）
  -  ポーランド（約15万人）
  -  ルーマニア（約6万人）
  -  セルビア：ヴォイヴォディナ自治州
- ブラジル
- アルゼンチン
- カザフスタン（ヴォルガ・ドイツ人約18万人）
- カメルーン（旧ドイツ植民地、約23万人）
- トーゴ（旧ドイツ植民地、約10万人）
- ナミビア（旧ドイツ植民地、約3万人 およびナミビアの中等・高等教育を受けている国民）

ナミビアは第一次世界大戦まではドイツ領南西アフリカとしてドイツの植民地となっており、第一次大戦後南アフリカの委任統治領となっても、ドイツ人入植者は首都ウィントフックを中心にドイツ語のコミュニティを保ち、現地の白人社会においてはアフリカーンス語と並び有力言語となっていた。ナミビア独立後ドイツ語の地位は低下したが、なおも入植者の子孫らによってドイツ語は話されている。またドイツ系以外の国民も商業語としてドイツ語を学んでいる。
- パラグアイ（約16万人）
- アメリカ合衆国の中西部や、同国ペンシルベニア州などに話者集団がいる。
- カナダ（約44万人）
- トルコ
- ロシア（オムスク州などに話者集団がいる）

## 方言
ドイツ語の方言は、大きく分けて北部方言（低地ドイツ語：Niederdeutsch）と中部・南部方言（高地ドイツ語：Hochdeutsch）に分けられる。地方分権が他の西欧諸国に比べて遥かに進められているドイツでは方言の公的地位が高く、中には低ザクセン語のように独自の言語として保護されているケースも存在する。とはいえドイツ国内の保護は概ねドイツ語の一方言としての扱いに留まっている感が否めず、これに不満を持つ者と現状を支持する者との間で激しい議論が交わされている。
現在標準ドイツ語と呼ばれるものは、書き言葉としては主にテューリンゲン地方などで話されていた東中部方言（テューリンゲン・オーバーザクセン方言）を基にした言葉で、この特徴をもつルター訳聖書のドイツ語が広まったことによって標準文語の地位を獲得した。このため、「高地ドイツ語（Hochdeutsch）」という言葉は「標準ドイツ語」という意味でも用いられる。ただし、発音に関する標準語の規範は19世紀末になってテオドール・ジープス（de:Theodor Siebs）の「舞台ドイツ語」（de:Bühnendeutsch）を権威として確立され、ジープスが低地ドイツ語の発音に強く傾倒したため、発音に関しては低地ドイツ語の地域であるハノーファーの都市部の発音が最も標準語に近いと言われている。今日外国語としてドイツ語を学ぶ場合、この標準ドイツ語を学習することになるが、ドイツ本国では完璧な標準ドイツ語を母語とする話者は少なく、どの地域も（たとえテューリンゲン地方やハノーファーであったとしても）ある程度の「訛り」が存在する。

### 中部・南部方言（高地ドイツ語Hochdeutsch）

ドイツ語、オランダ語の方言分布図

中部・南部方言は、「第二次子音推移」ないし「高地ドイツ語子音推移」と呼ばれる子音変化が起こったが、北部方言では起こらなかったので、子音に規則的な違いが見られる。中・南部方言はさらに中部ドイツ語（Mitteldeutsch）と上部（南部）ドイツ語（Oberdeutsch）に分けられる。
- 高地ドイツ語（Hochdeutsch）
  - 中部ドイツ語（Mitteldeutsch）
    - 西中部ドイツ語（Westmitteldeutsch）
      - 中部フランケン諸語（Mittelfränkisch） - 中部フランク方言、「フランケン語」（フランク語）に分類される。
        - モーゼル・フランケン語（Moselfränkisch） - モーゼルフランク方言
          - ルクセンブルク語（Lëtzebuergesch）

        - リプアーリ語
          - ケルン語（Kölsch）

        - ジーベンビュルガー・ザクセン語（Siebenbürgersächsisch） - ルーマニア・トランシルヴァニアでトランシルヴァニア・ザクセン人によって話される。「ザクセン」の名があるが、実際には中部フランケン語の系統である。

      - ラインフランケン語（Rheinfränkisch） - ラインフランク方言
        - ヘッセン語（Hessisch）
        - ロートリンゲンフランケン語（Lothringisch） - ロートリンゲンフランク方言
        - プファルツ方言（Pfälzisch）

    - 東中部ドイツ語（Ostmitteldeutsch）
      - テューリンゲン方言（Thüringisch） - 「上ザクセン語(Obersächsisch)」とも呼ばれ、書き言葉の標準ドイツ語のベースとなった。
      - ベルリン方言（Berlin-Brandenburgisch） - ベルリンで話される。
      - ラウジッツ方言（Lausitzische） - ブランデンブルク州南部で話される。
      - 高地プロシア方言（Ermländisch） - フランクフルト・アン・デア・オーダーで話される。
      - 低シレジア方言（Schläsch） - ポーランドシレジア地方、チェコボヘミア地方、ブランデンブルク州の一部で話される。

    - ヴィラモヴィアン語（Wilmesaurisch） - ポーランド南西部のビェルスコ＝ビャワ近郊の町ヴィラモヴィツェで話される。

  - 上部ドイツ語（Oberdeutsch）
    - 上部フランケン諸語（Oberfränkisch） - 上部フランク方言、「フランケン語」に分類される。
      - 東フランケン語（Ostfränkisch） - 主にケムニッツ地方、バイエルン州北部にあるウンターフランケン、ミッテルフランケン、オーバーフランケンといった現在のフランケン地方で話される。
        - フォクトラント方言（Vogtländisch）
        - エルツ方言（Erzgebirgisch）

      - 南フランケン語（Südfränkisch） - 「南ライン・フランケン語」とも呼ばれ、主にプファルツ地方（ライン地方）南東部、バーデン＝ヴュルテンベルク州北部にあるハイルブロンフランケン地方、カールスルーエ地方、ラインネッカー地方などで話される。
        - ヴュルテンベルク方言（Württembergisch） - ヴュルテンベルク地方を中心に話される。

    - バイエルン諸方言（Bairisch）- ミュンヘン - オーストリアドイツ語圏とチロル地方と相互に影響していると指摘される。「バイエルン・オーストリア語」という独立言語として扱うこともある。
      - 北バイエルン方言（Nordbairisch） - レーゲンスブルクなど、バイエルン州中部で話される。
      - 中央バイエルン方言（Mittelbairisch） - ミュンヒェン、ザルツブルク、ヴィーンなど、バイエルン州南部とオーストリア北部で話される。
      - 南バイエルン方言（Südbairisch） - インスブルックとリエンツおよびグラーツなど、オーストリア南部で話される。
        - ゴットシェー語（Gottscheerisch） - スロベニア中部のカルニオラ地方と南部のコチェーヴィエ地方で話される。
        - モケーニ語（Mochenische） - イタリア北部のトレント自治県で話される。

    - アレマン諸方言（Alemanisch） - シュトゥットガルト - スイスドイツ語圏とアルザス地方と相互に影響していると指摘され、オーストリア西部・フォアアールベルク州などで話される。
      - シュヴァーベン方言（Schwäbisch） - シュヴァーベン地方で話される。
      - スイス諸方言（Schwyzerdütsch）
      - ヴァリス方言（Walliserdeutsch）
      - アルザス方言（Elsässerdeutsch）
      - ペンシルベニア・アレマン語（Pennsilfaanialemanisch） - アメリカ合衆国のペンシルベニア州、中西部で話される。

  - イディッシュ語 - アシュケナジム（ユダヤ系のディアスポラ）の言語。

### 北部方言（低地ドイツ語Niederdeutsch）

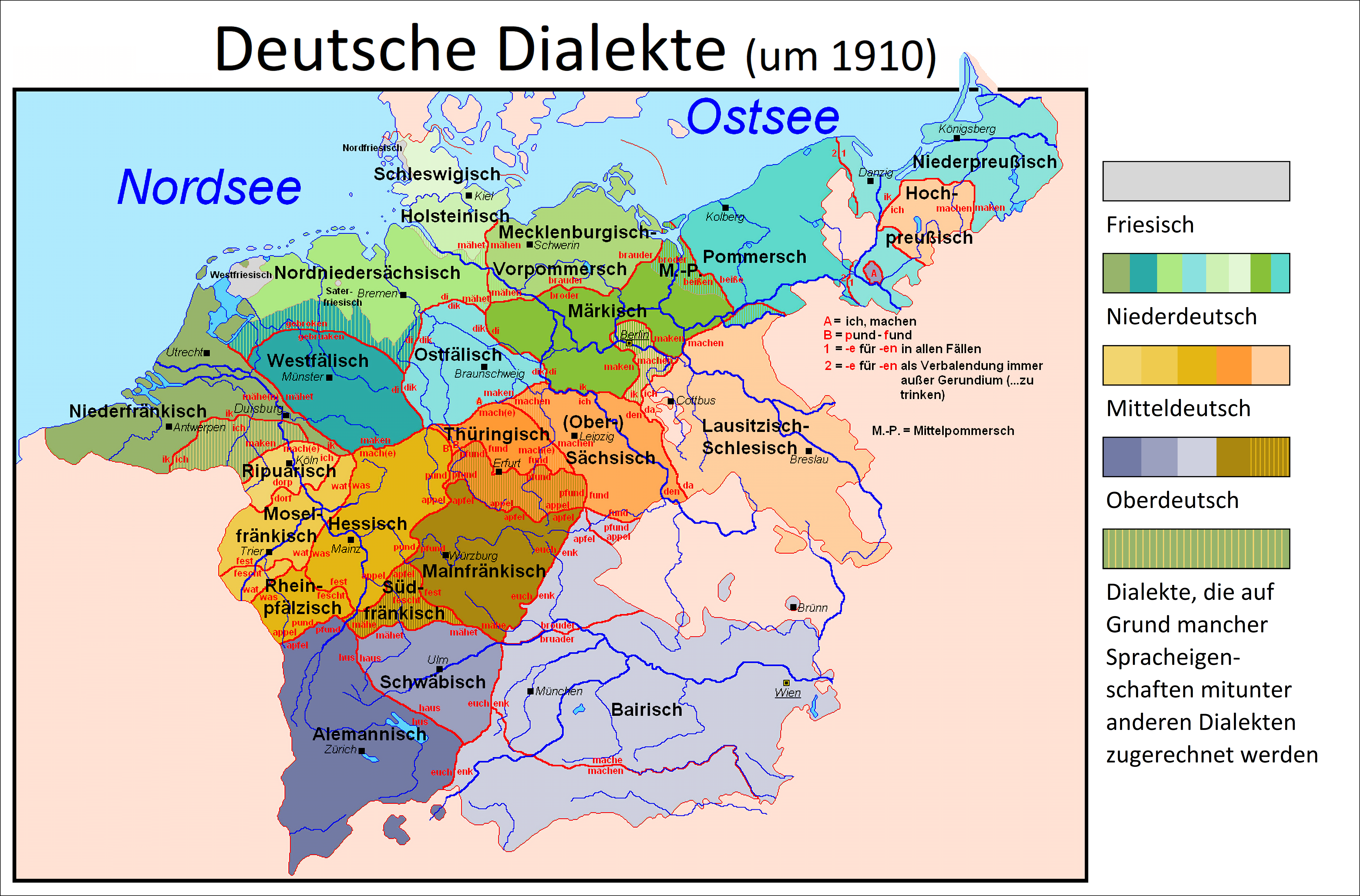
1910年の時点でのドイツ語・オランダ語の方言分布図。1945年以降のドイツ人追放より前のドイツ領や周辺諸国領を含む

低地ドイツ語は中部ドイツ語・上部ドイツ語と方言連続体を形成しており、かつては同じ言語と見なされていた。だが今日は第二次子音推移を経ていないことを始めとする大きな相違点から別言語とされることが多い。また、低地フランク語は他の低地ドイツ語（低ザクセン語、東低地ドイツ語）と比べアングロ・フリジア語群との共通点が少ないことから、低地フランク語を低地ドイツ語に含めず別の言語グループとする場合がある。
- 低地ドイツ語（Niederdeutsch）
  - 低ザクセン語（Niedersächsisch） - 「西低地ドイツ語」（Westniederdeutsch）とも呼ぶ。EUから地域言語の地位を得ている。低地フランク語に属するオランダ語との言語連続体に属すると考えられている。
    - ヴェストファーレン方言（Westfälisch）
      - オランダ低ザクセン語（Nedersaksisch） - 低ザクセン語諸方言のうち、オランダ領内で話されるもの。「低地フランク語」に属する狭義のオランダ語とは別区分。
        - フローニン語（Gronings）

    - オストファーレン方言（Ostfälisch） - ハノーファー都市部が最も発音に関する標準語に近いとされる（舞台ドイツ語も参照）。
    - 北低ザクセン方言（Nordniedersächsisch） - ハンブルク、キールなどで話される。

  - 東低地ドイツ語（Ostniederdeutsch）
    - フォアポンメルン方言（Vorpommersch） - ロストック、シュヴェリーンなどで話される。
    - 中部ポンメルン方言（Mittelpommersch）
    - 東ポンメルン方言（Ostpommersch）
    - マルク・ブランデンブルク方言（Mark-brandenburgisch）
    - 低地プロイセン方言（Niederpreußisch） - バルト語派の影響が指摘されている。
      - メノナイト低地ドイツ語（Plautdietsch）

  - 低地フランク語（Niederfränkisch） - 「低地フランコニア語」、「低地フランケン語」とも呼ばれる。
    - オランダ語（Niederländisch）
      - アフリカーンス語（Afrikaans）

    - フラマン語（Flämische Dialekte）
      - 西フラマン語（Westflämisch）

    - ゼーラント語（Seeländisch）
    - リンブルフ語（Limburgs） - ドイツでは低地フランク語の一つと捉えるが、オランダ、ベルギーでは西中部ドイツ語と一つと捉えられ、見解が分かれている。

## 歴史

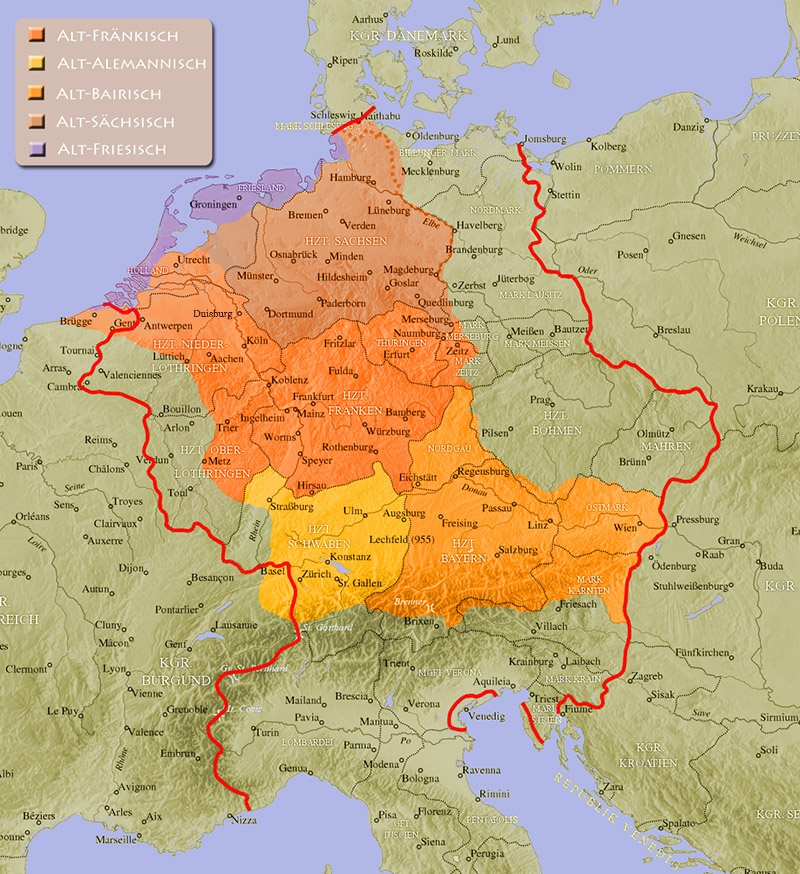
962年の神聖ローマ帝国におけるドイツ語の分布（東方植民以前の分布）

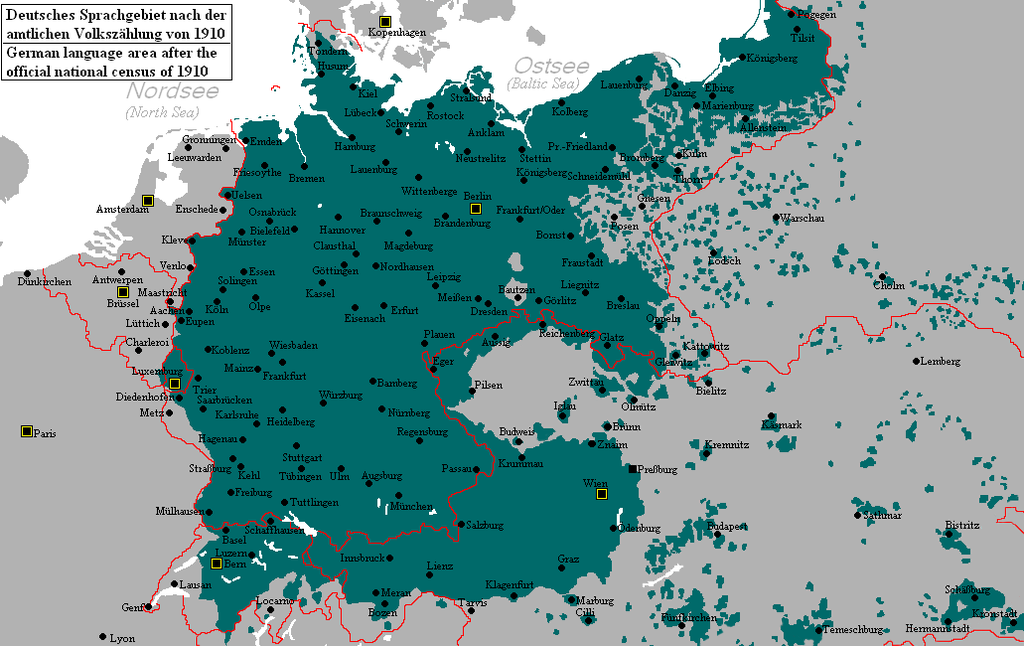
ドイツ語話者の分布は、第二次大戦におけるドイツの敗北により、大きく変化した。図は1910年の国勢調査をもとにした1945年までの分布（紺色）

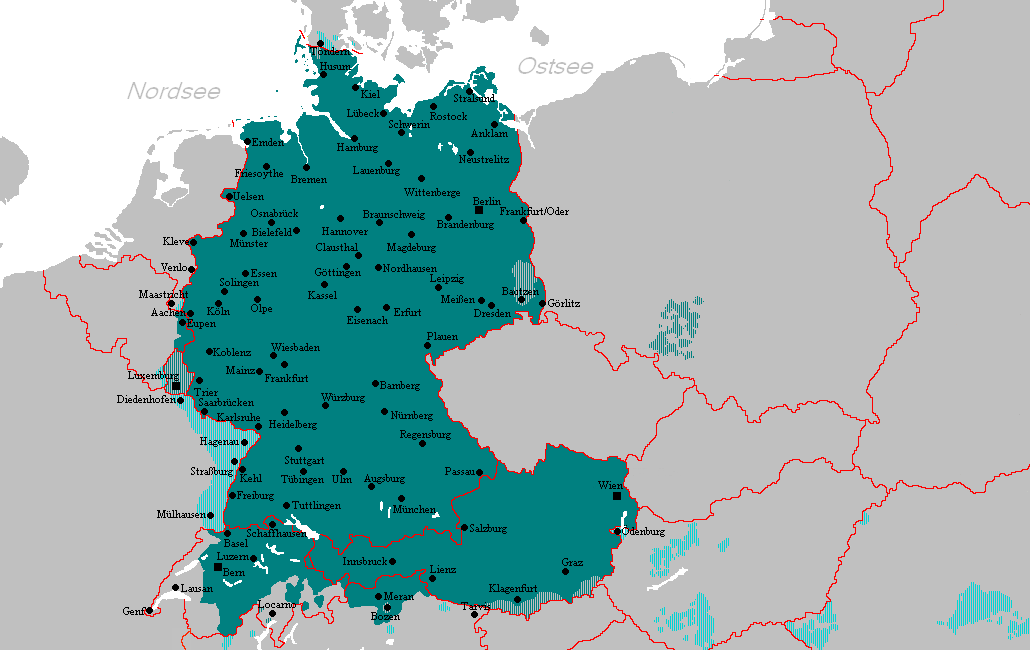
図は1950年時点の分布（紺色） ポーランド・チェコからはドイツ語話者がほぼ一掃されている。しかしながら、ドイツ語話者は少数民族として東欧各地に残った（空色）

「ドイツ語」という語は786年 theodiscus（テオディスクス） というラテン語型で初めて文献に登場するが、これは「民衆の」という意味を表す古高ドイツ語の形容詞 diutisc から派生している。このテオディスクスはチュートン人（Teutone＝トイトーネ、ドイツ語辞書によると、ゲルマン系で古高ドイツ人の先祖とされる）のラテン語形ともされる。
高地ドイツ語は時代順に、
- 750年 - 1050年 古高ドイツ語
- 1050年 - 1350年 中高ドイツ語
- 1350年 - 1650年 初期新高ドイツ語
- 1650年 - 現代 新高ドイツ語（現代ドイツ語）

とおよそ四つの段階に分類されている。
これに対し、低地ドイツ語は
- 800年 - 1200年 古低ドイツ語
- 1200年 - 1650年 中低ドイツ語
- 1650年 - 新低ドイツ語

の三期に分類されている。
ドイツ語の原型となる西ゲルマン祖語はゲルマン祖語から分化し、紀元前2〜3世紀ころに完成していただろうと考えられている。紀元後500年ごろまでに第二次子音推移が起こり、高地ドイツ語と低地ドイツ語との差異が明確になった。こうして「古高ドイツ語」時代が始まるが、この当時はまだ全ドイツ的な標準ドイツ語は存在しなかった。いわゆる「古高ドイツ語」は当時の高地ドイツ語のさまざまな方言の総称であるにすぎない。現在までかなりの数の古高ドイツ語による文書が残っているが、その多くについては作者がわからない。有名なものでは9世紀初めの叙事詩『ムースピリ』や『ヴェッソブルンの祈祷書』、オトフリート・フォン・ヴァイセンブルクによる『福音書』などがある。また、当時の書き言葉ではラテン語が優位を占めていたが、多くのラテン語文書の翻訳も作られた。例えば『イシドール』、『タチアーン』、また、ザンクトガレンの僧侶ノートカーによる旧約聖書の詩篇などが挙げられる。
11世紀に入るとドイツ語による文献は増え、僧侶に代わって宮廷の騎士たちが言語の担い手となってきた。ミンネザングと呼ばれる吟遊詩人たちは自らの詩がなるべく広く理解されるよう、多くの方言の共通点を集約してドイツ中部より内陸部で大多数に通じるような中高ドイツ語を形成した。中高ドイツ語は古高ドイツ語と比べて母音が減少し、語尾の変化も単純になっているが、まだ新高ドイツ語よりは複雑なものだった。
中世末期から流布した民衆本は分かりやすいドイツ語で書かれていたが、まだ正書法もなく地方ごとに独自のやり方で表記していた。初期新高ドイツ語は表記にも一定の法則性を与える方向に向かって形成され、1522年ころ完成したドイツ語訳新約聖書（通称『九月聖書』）をはじめとするルター訳聖書によって発展した。
17世紀にはドイツ人の民族としての自覚が高まり、知識人の間では統一されたドイツ語を求める国語浄化運動が盛んになった。実りを結ぶ会の結成がその例である。近代ドイツ語の正書法はこの頃より整備されはじめる（名詞語頭を大文字にするなどの工夫は、この頃生じた）。この思潮はロマン主義の時代に引き継がれ、グリム兄弟による辞書の編集やコンラート・ドゥーデンの正書法辞典などによって新高ドイツ語が形成された。しかし1998年8月1日に導入された正書法についてはいまだに論議があり、グリム兄弟の辞書が完成したのは着手から100年以上経った1961年だったことも考えると、他の全ての言語と同じように、ドイツ語もいまだ形成過程にあると言えるだろう。
元々、統一以前の連合諸侯時代のドイツ語では、民族をあらわす Teutsch （トイチュ）が同じ言語を解す民族の間で共通の言語名とみなされていたようである。オランダ語では Duits（ドゥイツ）という。これが江戸時代に日本に入り、「ドイツ」になった。

## 英語との差異
言語学上、英語もドイツ語と同じインド・ヨーロッパ語族のゲルマン語派に属し、2千年ほど前に共通の祖先から分岐したと考えられるため、共通点が多い。しかし、両語がたどった歴史的背景から（とりわけ中世以降）、相違が広がった。以下に主なものを記す。
- 英語は大母音推移を蒙ってつづりと発音の乖離が大きく、またイングランドがフランス語話者のノルマン人王朝の支配などを受けたり、ケルト系のウェールズ・スコットランド・アイルランドを支配したりしたため、他言語から長年にわたり語彙を借入した。よって発音の例外が非常に多い（アルファベットの読み方と違う読み方をする語彙が相当数存在する）が、ドイツ語の場合はつづりと発音の関係は規則的である。いくつかの例外（例: eu を [ɔʏ] と発音するなど）を除いてアルファベットのつづり通りに発音するものが多い。詳しくはドイツ語音韻論を参照のこと。
- 英語では代名詞以外は格変化しないが、ドイツ語では一般名詞およびそれに結びつく冠詞、形容詞にも主格・属格・与格・対格の格変化が残っている。ただし近年口語を中心に属格の衰退が著しく、英語の of に相当する前置詞 von が代用されたり、属格を用いる前置詞に与格を用いることが認められるようになってきている。
- 英語では名詞の性は消滅したが、ドイツ語では男性名詞・女性名詞・中性名詞を区別する。
- 英語では動詞の人称変化は3人称単数現在の -s（例: make → makes）と be 動詞とを除いて全て消失したが、ドイツ語では4〜5通りに活用する（例: ich gehe、du gehst、er/sie/es geht、wir/Sie gehen、ihr geht）。
- 英語では衰退した接続法（例: I suggest that he go there at once.）が、ドイツ語では幅広く使われる。
- 英語では基本的に主語+動詞+目的語のSVO型だが、ドイツ語では動詞の位置が2番目（平叙文）、1番目（疑問文・命令文）、あるいは文末（副詞節など）というように変化する。本質的には日本語と同じ主語+目的語+動詞というSOV型である。V2語順を参照のこと。
- 英語では複合できる名詞の数が限られるのに対し、ドイツ語では複合名詞がよく使われており、とても長い単語がある。例として、「Donaudampfschiffahrtselektrizitätenhauptbetriebswerkbauunterbeamtengesellschaft」（ドナウ汽船電気事業本工場工事部門下級官吏組合）などが挙げられる。辞書にない単語が作られる場合もある。

## 日本語との関係

### 日本語におけるドイツ語の影響
近代の日本は、帝政ドイツ、ヴァイマル共和政、ナチス・ドイツを通じて、ドイツから様々な影響を受けた。西洋医学を輸入する際にドイツ人教師を招いた影響もあり、多くの医学用語がドイツ語から借用され、かつてカルテはすべてドイツ語で書いていた。
1960年代（昭和30〜40年代）までは、例えば補酵素（コエンザイム）をコエンチーム、ウイルスをヴィールスなどとドイツ語式に学習されていたが、現在ではそれぞれ英語・ラテン語読みが一般化している。工学などでもドイツにならう部分は多く、鉄道用語などをはじめとして、ドイツ語発祥の用語が多く使用された。
戦前の日本の教育では英語に次ぐ重要な外国語として見なされ、たとえば旧制高校では文甲、理甲クラスが英語を、文乙、理乙クラスがドイツ語を第1外国語として、他方を第2外国語として学んだ。フランス語を第1外国語、英語を第2外国語としたのは、文丙、理丙クラスであるが、設置している高校は少なかった。
エネルギーやアレルギーなどの物理学・化学用語、パトローネ、レフなどの写真用語（カメラもドイツ語発音である）、さらにはアインザッツやタクトなどのクラシック音楽用語（音名なども、ドイツ語名（アー、ベー、ツェー..）を使う人が多い）、ピッケル、リュックサック、ザイル、ツェルト、シュラフ、ヒュッテのような登山・山岳用語、プルークボーゲン、ゲレンデ、ストックなどのスキー用語などにも使われている。これらはいずれもドイツあるいはオーストリアで盛んだったものを日本に移入した結果である。例えば、クラシック音楽はドイツ・オーストリアからJ.Sバッハ、モーツァルト、ベートーヴェンといった著名な作曲家・演奏家が輩出し、クラシック音楽の中心とされてきたことによる。ベートーヴェンの歓喜の歌は、日本でもドイツ語で歌われることが多い。また、日本にスキーを紹介したのはオーストリア・ハンガリー帝国の軍人のレルヒ少佐である。
また、昔の政治や社会運動に関係する用語にはドイツ語に由来するものが多かった（パルタイ、ブント、ケルン、ゲバルト、内ゲバ、フューラーなど）。これは当時の日本の左翼思想に影響を与えたマルクス主義のマルクスやエンゲルスの原著や、マルクスなどに影響を与えたヘーゲルをはじめとするドイツ観念論やヘーゲル左派などのドイツ系の哲学の原著、右翼思想に影響を与えたアドルフ・ヒトラー『我が闘争』などナチズムの原著がドイツ語で記述されていたことの影響である。
その他、ドイツ語に由来する日本語には以下のようなものがある。
- アルバイト[注 2]
- グミ（元々はゴムを意味する）
- ゼッケン
- テーゼ
- メルヘン
- コンメンタール
- ゲネプロ（「ゲネラルプローベ "Generalprobe"」が省略されたもの）
- ワクチン、カメラなども英語（ヴァクシン、キャメラ）ではなくドイツ語の発音に則して用いられている言葉である。

日本語で用いられているドイツ語由来の語は必ずしも本来の意味を正しく反映していない、あるいは幾つかある意味のうち一つのみが用いられていることがあるので、ドイツ語を話すもしくは学ぶ際には注意が必要である。

### 日本におけるドイツ語学習
ドイツ語では、一般名詞、代名詞、冠詞、形容詞に主格・属格・与格・対格の区別があるが、日本のドイツ語教育ではこれらを伝統的に1格（主格）・2格（属格）・3格（与格）・4格（対格）と呼ぶ。
ただし、この呼称はドイツ語圏をはじめ欧米ではほとんど使われない。また、この名称は他言語と共通性がないので、比較言語学、言語類型論の観点からは勧められないとされる。

## 文字
英語と同じラテン文字にウムラウト（変母音、Ä, ä; Ö, ö; Ü, ü）とエスツェット（ß、ギリシア文字の β （ベータ）とは異なる）を加えた30文字を使用する。なお ß は語頭に来ることがないため、元来大文字は存在しなかった。ウムラウトやエスツェットが表示できないときは、
- Ä = AE / Ae
- ä = ae
- Ö = OE / Oe
- ö = oe
- Ü = UE / Ue
- ü = ue
- ß = SS / ss（旧正書法ではSZ / szも認められていたが、新正書法では除外された）

と代用表記することになっている。表題やマンガの台詞などで単語をすべて大文字にする場合、ß は “SS”、またはエスツェットの大文字 “ẞ” で表記する。
なお第二次世界大戦終了後まで、ブラックレターの一種であるフラクトゥール（ドイツ文字、亀の子文字とも）が印刷に、これを基にしたジュッターリーン体が筆記に用いられていたが、現在では装飾用などに使われる程度である。

## 数体系
- 1: eins
- 2: zwei
- 3: drei
- 4: vier
- 5: fünf
- 6: sechs
- 7: sieben
- 8: acht
- 9: neun
- 10: zehn
- 11: elf
- 12: zwölf
- 13: dreizehn
- 20: zwanzig
- 21: einundzwanzig
- 22: zweiundzwanzig
- 23: dreiundzwanzig
- 30: dreißig
- 31: einunddreißig
- 32: zweiunddreißig
- 40: vierzig
- 41: einundvierzig
- 42: zweiundvierzig
- 43: dreiundvierzig
- 50: fünfzig
- 60: sechzig
- 70: siebzig
- 80: achtzig
- 90: neunzig
- 100: hundert
- 200: zweihundert
- 1,000: tausend

## 音韻
ドイツ語音韻論を参照のこと。

## 文法

### 格
ドイツ語は、他の西洋の現代語と比べて格が重要な役割を持つ。名詞や代名詞の語形で、格変化が生じる。ドイツ語の格には主格（1格、Nominativ）、属格（2格、Genitiv）、与格（3格、Dativ）、対格（4格、Akkusativ）がある。

## 表現
ドイツ語の表現集を参照のこと。